# Morgan Rose
Morgan Rose, nacido el 13 de diciembre de 1968 en Atlanta, es el baterista, líder y fundador del grupo de metal alternativo Sevendust.

## Discografía
- Sevendust:

- - Sevendust  (1997)
  - Home (1999)
  - Animosity (2001)
  - Seasons (2003)
  - Next (2005)
  - Alpha (2007)
  - Chapter VII: Hope and Sorrow (2008)
  - Cold Day Memory (2010)

## Equipamiento
- Pearl Masterworks Series Drums & Zildjian Cymbals:
- Drums — Black Sparkle Finish All shells are 6-ply, 2 Inner Plies Maple/4 Outer Plies Mahogany
  - 10x9" Tom
  - 12x10" Tom
  - 14x14" Floor Tom
  - 16x16" Floor Tom
  - 20x18" Bass Drum
  - 14x5" Snare or 14x5" Ultra Cast snare drum
  - 10x6" Snare (additional)
  - 8x6" Concert Tom
  - 8x8" Concert Tom

- Cymbals — Zildjian[1]
  - 14" 14" A Quick Beat Hi-Hats
  - 22" A Ping Ride Ride
  - 20" Zz3  Custom Medium Crash
  - 19" Z Custom Rock Crash
  - 18" Z Custom Medium Crash
  - 19" K Custom Hybrid China
  - 14" K Mini China
  - 11" K Custom Hybrid Splash
  - 9" K Custom Hybrid Splash
  - 9.5" Zil-Bel
  - 6" Zil-Bel

- Hardware — Pearl
  - B1000 Boom Cymbal Stand (x9)
  - C1000 Straight Cymbal Stand (x2)
  - T2000 Double Tom Stand (x2)
  - TC1000 Tom/Cymbal Stand (x4)
  - H1000 Hi-Hat Stand
  - S2000 Snare Stand
  - P2002C Double Pedal
  - CLH1000 Closed Hi-Hat
  - D2000 Throne
  - PPS37 perc. holder (x4)